# Nybygget och Lerbäckshult
Nybygget och Lerbäckshult var en av SCB avgränsad och namnsatt småort i Ängelholms kommun i Skåne län. Småorten omfattade bebyggelse i Nybygget och Lerbäckshult i Hjärnarps socken. Från 2015 räknas området som en del av tätorten Lerbäckshult.